# Anastasya Chernook
Anastasya Chernook  (Kirgizië) is een Westvlaamse mediapersoonlijkheid van Kirgizische afkomst. Ze is vooral bekend om haar TV-optredens in de Slimste Mens ter Wereld en als "tafelspringer" in  De Tafel van Gert.

## Biografie
Anastasya Chernook werd geboren in Kirgizië. Op zesjarige leeftijd verhuisde ze met haar ouders naar België, die zich in Aartrijke vestigden. Enkele jaren later werd haar broer geboren. Haar jeugd werd gekenmerkt door armoede en uitdagingen vanwege haar afkomst en levensomstandigheden. Ze was echter een doorzetter, met haar mondigheid als bijkomende troef. In haar interviews weigert ze zich in een slachtofferrol te plaatsen en toont zich als een zelfbewuste vrouw met veel humor en zonder complexen. Op haar 17de begon zij met een bescheiden blog en werd fotomodel. In 2012 werd ze finaliste in Top Mannequin en zou ze België vertegenwoordigen op Miss Exclusive of the World in Turkije. Deze verkiezing ging echter om politieke redenen niet door. Zij werd een fashionblogster, actief op Instagram en Tik Tok, had een eigen webshop en kreeg al vlug enige aandacht in de media.
Als digitaal ondernemer en content creator startte ze een online platform met een betalend coachingprogramma gericht op het verhogen van zelfvertrouwen bij vrouwen. Haar podcast "School of Confidence", waar geen enkel taboe geschuwd werd, kreeg veel belangstelling, mede door de deelname van enkele BV's zoals Anouk Matton, actrice Maïmouna Badjie en presentatrice Siska Schoeters aan wie ze met haar rechtuit stijl enkele gevatte quotes wist te ontfutselen.

#### Media-optredens
Anastasya Chernook werd een mediapersoonlijkheid door haar deelname aan ‘Mijn Beste Kerst Ooit’ in december 2022 op VTM. Sindsdien komt de flamboyante Chernook regelmatig aan bod in de Vlaamse media. Ze verscheen onder meer in 2023 als vast panellid in het programma De Tafel van Gert en nam in 2024 deel aan de populaire quiz "De Slimste Mens ter Wereld" op Play4. Ze was panellid in Enquêtebureau op VRT 1 en te gast bij "Wat zou je doen?" op VTM en in De Ideale Wereld op Canvas. Op Radio 1 was ze in december 2024 te gast in "De Wereld van Sofie".
Ze won in februari 2024 de  Jamie  award voor "rising star 2023".  Chernook behoorde in 2024 tot de genomineerden voor de titel "West-Vlaams ambassadeur". De titel ging naar Rik Verheye. Zij werd in januari 2025 genomineerd voor de Vlaamse mediaprijs Kastaars! voor "Content creator van 2024". De award ging naar Timon Verbeeck.
Chernook is recent ook actief als beeldend kunstenares. In 2024 bracht ze haar autobiografie "De Kroning van het Krotkind" uit.

## Persoonlijk
Zij is moeder van een zoon.